# Weißenburg (Sömmerda)

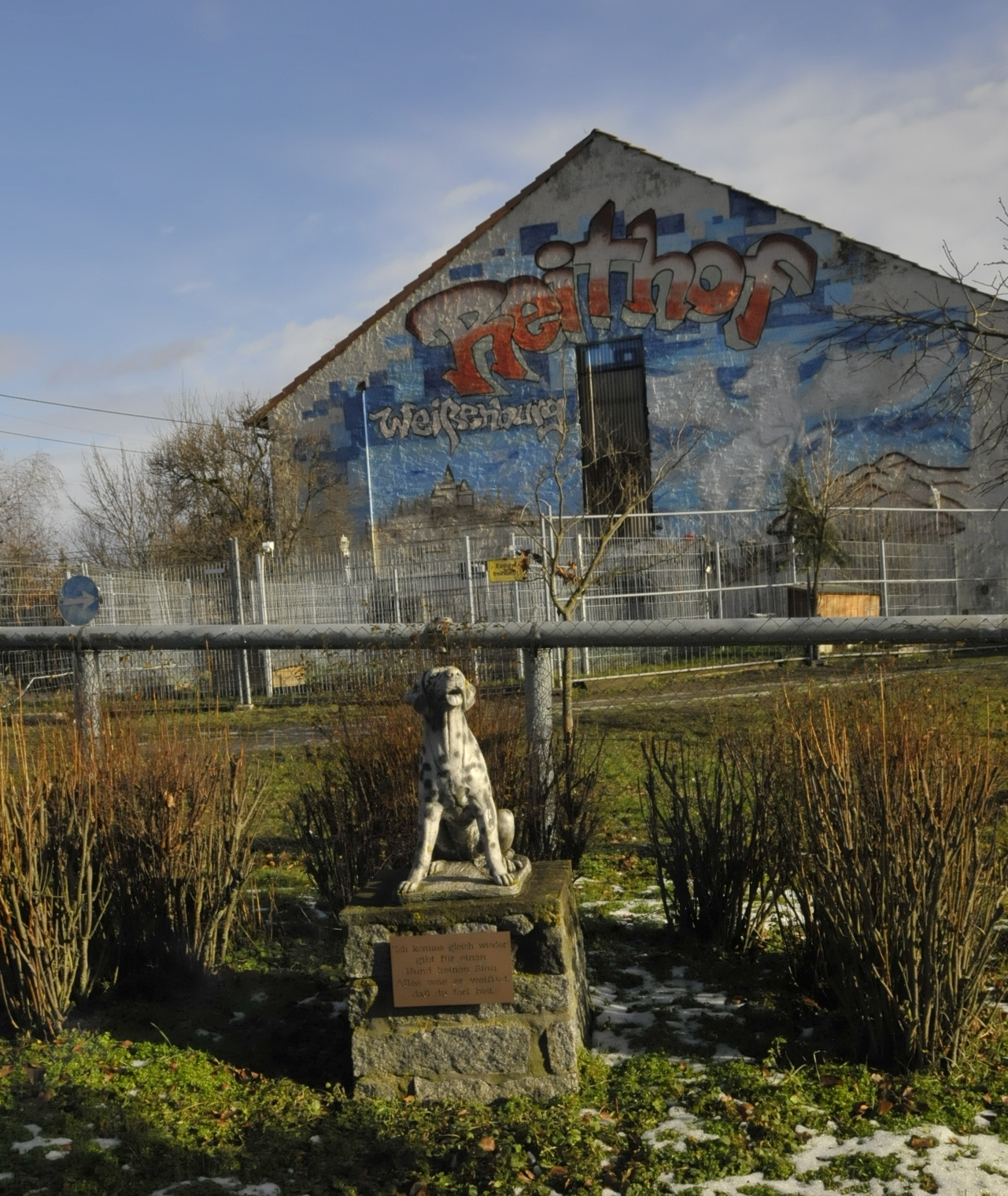
Weißenburg, Reitschule

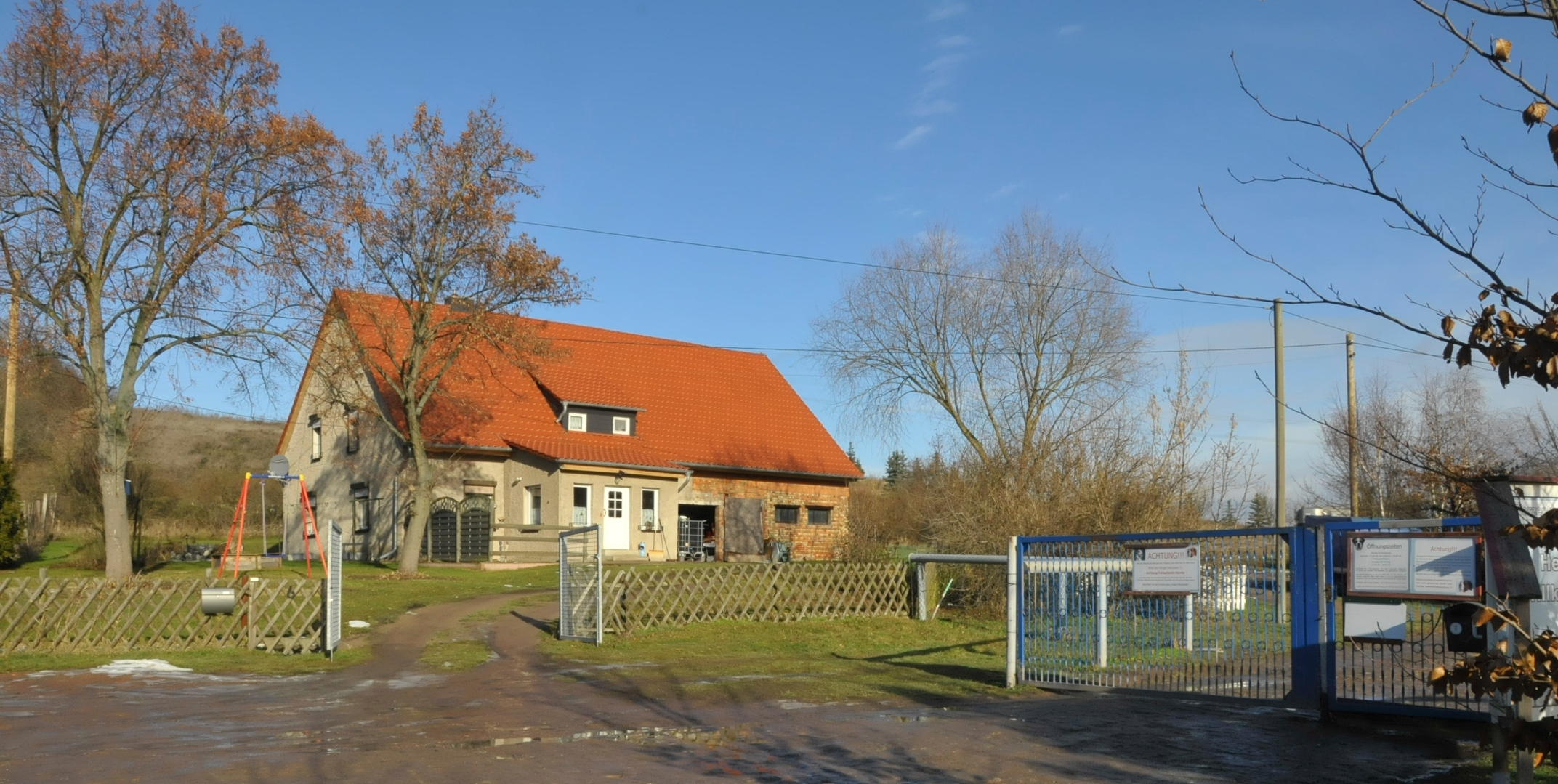
Weißenburg, Anwesen, rechts Eingang zu Reiterhof

Das Gelände der ehemaligen Weißenburg liegt im Nordwesten der Gemarkung Sömmerda in Thüringen.

## Geografie
Die Weißenburg liegt auf einer etagenmäßigen Anhöhe im fruchtbaren Thüringer Becken an der Landesstraße 1054, zwischen Sömmerda und Weißensee.

## Geschichte
Die Weißenburg wurde 1211 mit der Belagerung der naheliegenden Runneburg genannt. Sie wurde zerstört und 1248 wieder aufgebaut, um die Schutzfunktion für die Landesfeste wieder ausüben zu können. Auf diesen in der Gemarkung Sömmerda liegenden Flächen der ehemaligen Weißenburg fand man Ascheschichten, Keramikscherben, Knochen und Eisenreste. Die damalige Burg war wohl aus frühgeschichtlicher Zeit. Drei der den Hauptwällen vorgelagerten Gräben sind auf einem Luftbild noch erkennbar. Bogenförmige Wälle sicherten das Burggelände gen Norden zur höher gelegenen Ebene ab. Ansonsten ist die geschichtliche Entwicklung im Wesentlichen von der Entwicklung der Stadt Sömmerda beeinflusst worden, sodass die Bedeutung des Burgstandortes stetig abnahm.

## Weißenburg heute
Dort befinden sich heute die Baumschule Wulf, das Tierheim und der Reiterhof Sömmerda.